# Liga Fertiberia Fútbol Indoor 2011
La Liga Fertiberia 2011 fue la IV edición de la Liga de España de Fútbol Indoor. Fue regida por las normas del Campeonato Nacional así como por lo dispuesto en el Reglamento de Fútbol Indoor a fecha 2 de febrero de 2005 según la Asociación de Fútbol Indoor.
La competición se dividió en 15 jornadas, jugándose todos los partidos en viernes por la tarde, a tres partidos cada jornada durante la temporada regular y dos partidos en playoffs, siendo la final a partido único.

## Equipos
| - Real Sporting de Gijón - FC Barcelona - Deportivo de la Coruña - Atlético de Madrid - Sevilla FC - RCD Espanyol - Real Madrid CF - Valencia CF - RC Celta de Vigo - Málaga CF | - Real Betis - Real Sociedad - Athletic Club - Club Atlético Osasuna - Real Club Deportivo Mallorca - Real Zaragoza - Unión Deportiva Las Palmas - Real Valladolid - Real Oviedo - Real Racing Club de Santander |

## Clasificación

### Grupo 1
| Pos. | Equipo             | PJ | PG | PE | PP | GF | GC | Dif | Puntos |
| ---- | ------------------ | -- | -- | -- | -- | -- | -- | --- | ------ |
| 1    | Atlético de Madrid | 4  | 3  | 0  | 1  | 43 | 34 | 9   | 9      |
| 2    | Real Betis         | 4  | 3  | 0  | 1  | 30 | 29 | 1   | 9      |
| 3    | Sevilla            | 4  | 2  | 0  | 2  | 36 | 36 | 0   | 6      |
| 4    | Real Madrid        | 4  | 1  | 1  | 2  | 39 | 39 | 0   | 4      |
| 5    | Málaga             | 4  | 0  | 1  | 3  | 29 | 39 | -10 | 1      |

### Grupo 2
| Pos. | Equipo                           | PJ | PG | PE | PP | GF | GC | Dif | Puntos |
| ---- | -------------------------------- | -- | -- | -- | -- | -- | -- | --- | ------ |
| 1    | Real Sporting de Gijón           | 4  | 3  | 0  | 1  | 41 | 28 | 13  | 9      |
| 2    | Real Club Deportivo de La Coruña | 4  | 3  | 0  | 1  | 39 | 34 | 5   | 9      |
| 3    | Real Valladolid                  | 4  | 1  | 2  | 1  | 35 | 38 | -3  | 5      |
| 4    | Real Club Celta de Vigo          | 4  | 1  | 1  | 2  | 27 | 34 | -7  | 4      |
| 5    | Real Oviedo                      | 4  | 0  | 1  | 3  | 32 | 40 | -8  | 1      |

### Grupo 3
| Pos. | Equipo          | PJ | PG | PE | PP | GF | GC | Dif | Puntos |
| ---- | --------------- | -- | -- | -- | -- | -- | -- | --- | ------ |
| 1    | Athletic Club   | 4  | 3  | 1  | 0  | 39 | 29 | 10  | 10     |
| 2    | Real Sociedad   | 4  | 3  | 0  | 1  | 37 | 29 | 8   | 9      |
| 3    | Osasuna         | 4  | 2  | 1  | 1  | 44 | 34 | 10  | 7      |
| 4    | U.D. Las Palmas | 4  | 1  | 0  | 3  | 31 | 36 | -5  | 3      |
| 5    | Real Racing     | 4  | 0  | 0  | 4  | 26 | 49 | -23 | 0      |

### Grupo 4
| Pos. | Equipo          | PJ | PG | PE | PP | GF | GC | Dif | Puntos |
| ---- | --------------- | -- | -- | -- | -- | -- | -- | --- | ------ |
| 1    | Barcelona       | 4  | 4  | 0  | 0  | 45 | 32 | 13  | 12     |
| 2    | R.C.D. Mallorca | 4  | 2  | 0  | 2  | 43 | 39 | 4   | 6      |
| 3    | R.C.D. Espanyol | 4  | 2  | 0  | 2  | 44 | 42 | 2   | 6      |
| 4    | Valencia        | 4  | 1  | 0  | 3  | 41 | 44 | -3  | 3      |
| 5    | Real Zaragoza   | 4  | 1  | 0  | 3  | 31 | 47 | -16 | 3      |

     Equipos clasificados provisionalmente para la Copa de España de 2011 y para las eliminatorias por el título.

     Equipos clasificados únicamente para las eliminatorias por el título.

     Equipos clasificados provisionalmente para la Copa de España de 2011.

## Eliminatorias
|  | Cuartos de final                                        | Cuartos de final                                        |                        |                 | Semifinales                                     | Semifinales                                     |  |                 | Final               | Final               |  |
|  | 6 y 13 de mayo (Ida) y 20 y 27 de mayo (Vuelta) de 2011 | 6 y 13 de mayo (Ida) y 20 y 27 de mayo (Vuelta) de 2011 |                        |                 | 3 de junio (Ida) y 10 de junio (Vuelta) de 2011 | 3 de junio (Ida) y 10 de junio (Vuelta) de 2011 |  |                 | 17 de junio de 2011 | 17 de junio de 2011 |  |
|  |                                                         |                                                         |                        |                 |                                                 |                                                 |  |                 |                     |                     |  |
|  |                                                         |                                                         |                        |                 |                                                 |                                                 |  |                 |                     |                     |  |
|  | Athletic Club                                           | 13                                                      |                        |                 |                                                 |                                                 |  |                 |                     |                     |  |
|  | Athletic Club                                           | 13                                                      |                        |                 |                                                 |                                                 |  |                 |                     |                     |  |
|  | R.C.D. Mallorca                                         | 21                                                      |                        |                 |                                                 |                                                 |  |                 |                     |                     |  |
|  | R.C.D. Mallorca                                         | 21                                                      |                        | R.C.D. Mallorca | 21                                              |                                                 |  |                 |                     |                     |  |
|  |                                                         |                                                         |                        | R.C.D. Mallorca | 21                                              |                                                 |  |                 |                     |                     |  |
|  |                                                         |                                                         | Barcelona              | 19              |                                                 |                                                 |  |                 |                     |                     |  |
|  | Barcelona                                               | 14                                                      | Barcelona              | 19              |                                                 |                                                 |  |                 |                     |                     |  |
|  | Barcelona                                               | 14                                                      |                        |                 |                                                 |                                                 |  |                 |                     |                     |  |
|  | Real Sociedad                                           | 6                                                       |                        |                 |                                                 |                                                 |  |                 |                     |                     |  |
|  | Real Sociedad                                           | 6                                                       |                        |                 |                                                 |                                                 |  | R.C.D. Mallorca | 4                   |                     |  |
|  |                                                         |                                                         |                        |                 |                                                 |                                                 |  | R.C.D. Mallorca | 4                   |                     |  |
|  |                                                         |                                                         | Real Sporting de Gijón | 11              |                                                 |                                                 |  |                 |                     |                     |  |
|  | Real Betis                                              | 22                                                      | Real Sporting de Gijón | 11              |                                                 |                                                 |  |                 |                     |                     |  |
|  | Real Betis                                              | 22                                                      |                        |                 |                                                 |                                                 |  |                 |                     |                     |  |
|  | Deportivo                                               | 20                                                      |                        |                 |                                                 |                                                 |  |                 |                     |                     |  |
|  | Deportivo                                               | 20                                                      |                        | Real Betis      | 7                                               |                                                 |  |                 |                     |                     |  |
|  |                                                         |                                                         |                        | Real Betis      | 7                                               |                                                 |  |                 |                     |                     |  |
|  |                                                         |                                                         | Real Sporting de Gijón | 18              |                                                 |                                                 |  |                 |                     |                     |  |
|  | Atlético de Madrid                                      | 15                                                      | Real Sporting de Gijón | 18              |                                                 |                                                 |  |                 |                     |                     |  |
|  | Atlético de Madrid                                      | 15                                                      |                        |                 |                                                 |                                                 |  |                 |                     |                     |  |
|  | Real Sporting de Gijón                                  | 18                                                      |                        |                 |                                                 |                                                 |  |                 |                     |                     |  |
|  | Real Sporting de Gijón                                  | 18                                                      |                        |                 |                                                 |                                                 |  |                 |                     |                     |  |
|  |                                                         |                                                         |                        |                 |                                                 |                                                 |  |                 |                     |                     |  |

- Datos: Q5975527